# Arsenquatrandorita
L'arsenquatrandorita és un mineral de la classe dels sulfurs que pertany al subgrup de l'andorita. Rep el seu nom de la seva relació amb la quatrandorita i el seu contingut en arsènic.

## Característiques
L'arsenquatrandorita és una sulfosal d'argent, plom, antimoni i arsènic, de fórmula química Ag17,6Pb12,8Sb38,1As11,5S96. Cristal·litza en el sistema monoclínic amb una simetria prismàtica. La seva duresa a l'escala de Mohs no ha pogut ser determinada.
Segons la classificació de Nickel-Strunz, l'arsenquatrandorita pertany a «02.JB: Sulfosals de l'arquetip PbS, derivats de la galena, amb Pb» juntament amb els següents minerals: diaforita, cosalita, freieslebenita, marrita, cannizzarita, wittita, junoita, neyita, nordströmita, nuffieldita, proudita, weibul·lita, felbertalita, rouxelita, angelaïta, cuproneyita, geocronita, jordanita, kirkiïta, tsugaruïta, pillaïta, zinkenita, scainiïta, pellouxita, chovanita, aschamalmita, bursaïta, eskimoïta, fizelyita, gustavita, lil·lianita, ourayita, ramdohrita, roshchinita, schirmerita, treasurita, uchucchacuaïta, ustarasita, vikingita, xilingolita, heyrovskýita, andorita IV, gratonita, marrucciïta i vurroïta.
La seva localitat tipus es troba a Sardasht, al Comtat de Sardasht (Azerbaidjan Oest, Iran).